# Sant Hipòlit de Voltregà
Sant Hipòlit de Voltregà è un comune spagnolo di 3 047 abitanti situato nella comunità autonoma della Catalogna.

## Sport
Nel 1959 ha ospitato la sedicesima edizione della coppa nazionale spagnola di hockey su pista.